# Comunidad de Teruel
Comunidad de Teruel – comarca w Hiszpanii, w Aragonii, w prowincji Teruel. Stolicą comarki jest Teruel. Comarca ma powierzchnię 2791,6 km². Mieszka w niej 47 016 obywateli.

## Gminy
Comarca dzieli się na 46 gmin.
Ababuj, Aguatón, Aguilar del Alfambra, Alba, Alfambra, Almohaja, Alobras, Alpeñés, Argente, Camañas, Camarillas, Cañada Vellida, Cascante del Río, Cedrillas, Celadas, Cella, Corbalán, Cubla, El Cuervo, Cuevas Labradas, Escorihuela, Fuentes Calientes, Galve, Jorcas, Libros, Lidón, Monteagudo del Castillo, Orrios, Pancrudo, Peralejos, Perales del Alfambra, El Pobo, Rillo, Riodeva, Santa Eulalia del Campo, Teruel, Tormón, Torrelacárcel, Torremocha de Jiloca, Tramacastiel, Valacloche, Veguillas de la Sierra, Villarquemado, Villastar, Villel, Visiedo